# Kirsten Knip
Kirsten Knip (Enkhuizen, 14 september 1992) is een Nederlandse volleybalster. Knip is libero en heeft de Pass als specialisme.
Sinds 2012 maakt zij deel uit van de Nederlandse volleybalploeg. 
Sinds seizoen 2018/2019 speelt zij voor het eerste damesteam van CSM Volei Alba Blaj. Met Sliedrecht Sport veroverde zij in 2013 de landstitel. Eerder al won zij de Supercup met TVC Amstelveen.

## Clubloopbaan
Knip startte haar volleybalcarrière in 2002 by Madjoe, waar zij bleef tot zij in 2007 overstapte naar Simokos. Reeds in 2008 stapte zij over naar HAN Volleybal. Het echte werk begon in 2010 toen Knip bij TVC Amstelveen ging spelen, een jaar later gevolgd door een contract bij Kindercentrum Alterno Apeldoorn. In 2012 tekende Knip een contract bij Sliedrecht Sport. In 2015/16 speelde ze bij Rote Raben Vilsbiburg, van 2016 tot 2019 bij de Ladies in Black Aachen. Sinds 2019/20 speelt ze bij de CSM Volei Alba Blaj.

## Interlandloopbaan
Knip maakte sinds 2008 deel uit van verschillende nationale jeugdteams van de Nederlandse Volleybalbond. Van 2008 tot en met 2010 nam zij namens Nederland deel aan het Europees Kampioenschap. In 2009 nam zij ook deel aan het Wereldkampioenschap. Totaal speelde zij 60 wedstrijden als jeugdspeler voor het nationaal team. In 2012 nam zij met het nationaal team bij de senioren deel aan de kwalificatiereeks van het EK 2013 en zij zit bij de voorselectie voor de internationale toernooien in 2013. Knip speelde tot en met 1 september 2020 237 interlands.